# Artur Perotti
Artur Perotti (* 9. Mai 1920 in Kennelbach; † 2. April 1992 in Salzburg) war ein österreichischer Architekt.

## Leben und Werk
Der in Vorarlberg geborene Perotti kam als Mittelschüler nach Linz und lernte anschließend in Wien das Modelltischlerhandwerk. Die Akademie der bildenden Künste in Wien schloss er nicht ab, ab Herbst 1945 arbeitete er als selbstständiger Architekt:3 und „prägt[e] den Wiederaufbau und das heutige Bild der Stadt Linz maßgeblich mit“.:131
Ab 1971 arbeitete Perotti gemeinsam mit Johann Greifeneder in der Bürogemeinschaft Perotti, Greifeneder & Partner. Zahlreiche Projekte wurden mit weiteren Mitarbeitern und Weggefährten umgesetzt, darunter Gustav Peichl und Günther Domenig.:148

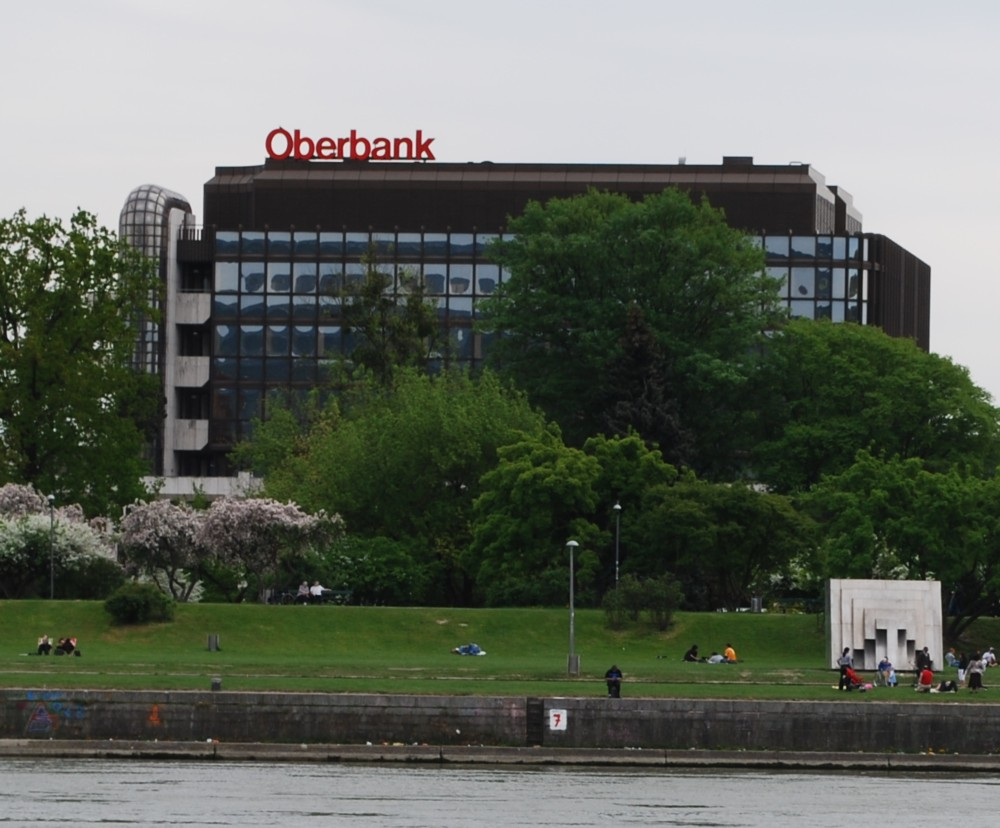
Oberbank Zentrale Linz

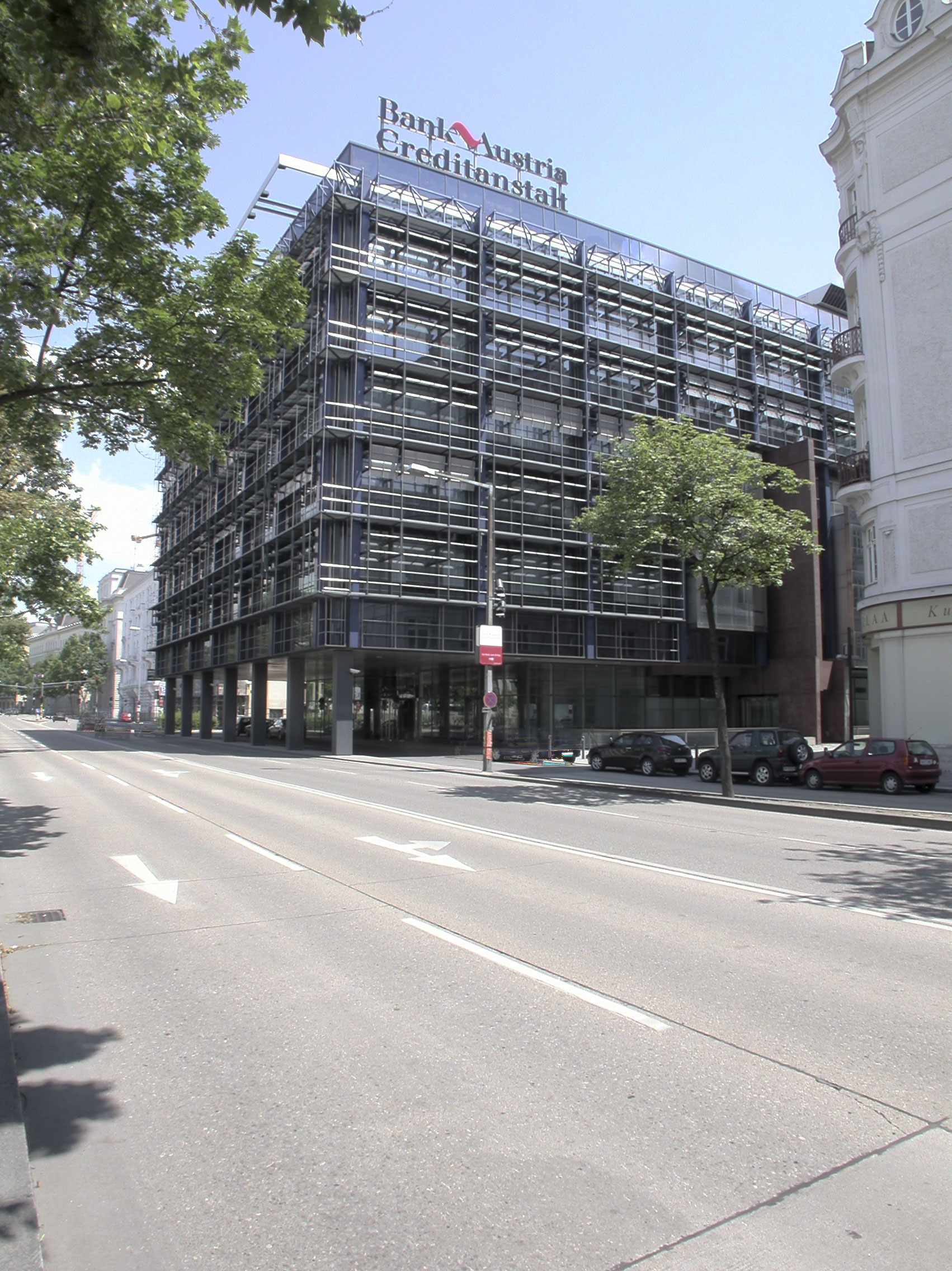
BA-CA-Zentrale in Wien

Perotti plante und verwirklichte zahlreiche Hotel- und Bankengebäude, darunter das Austria Trend Hotel am Linzer Schillerplatz, den Aufbau des Hotel Spitz in Linz-Urfahr, das Tourotel (heute Arcotel/Hotel Nike) sowie das Parkhotel (später Volkshochschule Linz). Auch die Zentrale der Oberbank in Linz und die BA-CA-Zentrale im dritten Wiener Gemeindebezirk wurden von Perotti entworfen.
In den 1950er und 1960er Jahren schuf Perotti große Wohnanlagen in Gruppenbauweise, vorwiegend für gemeinnützige Wohnungsgesellschaften. Darunter mehr als 600 Wohneinheiten auf den Grundstücken der ehemaligen Poschacher-Brauerei am polygonalen Bulgari-Platz. Im Stadtteil Neue Heimat und Schörgenhub wurden Flächen, die während der NS-Zeit freigeblieben waren, durch Planungen von Perotti bebaut. Dazu zählt etwa das Krempl-Hochhaus (im Volksmund „Spinatbunker“). In Urfahr schuf Perotti zwischen Nibelungen- und Eisenbahnbrücke die Wohnanlage Am Damm in Schüttbetonbauweise mit rund 430 Wohneinheiten. Fünf dieser insgesamt 15 Baukörper weisen zehn bis zwölf Geschoße auf und „gewähren Durchblick vom Linzer Ufer auf die dahinterliegende Hügelkette des Mühlviertels und des Pöstlingbergs“.:149 Die Einzelobjekte stehen entweder parallel oder senkrecht zur Donau.:37 Im Linzer Stadtteil Auwiesen erledigte das Büro Perotti, Greifeneder & Partner die Generalplanung für rund 2800 Wohneinheiten der GWG Linz.

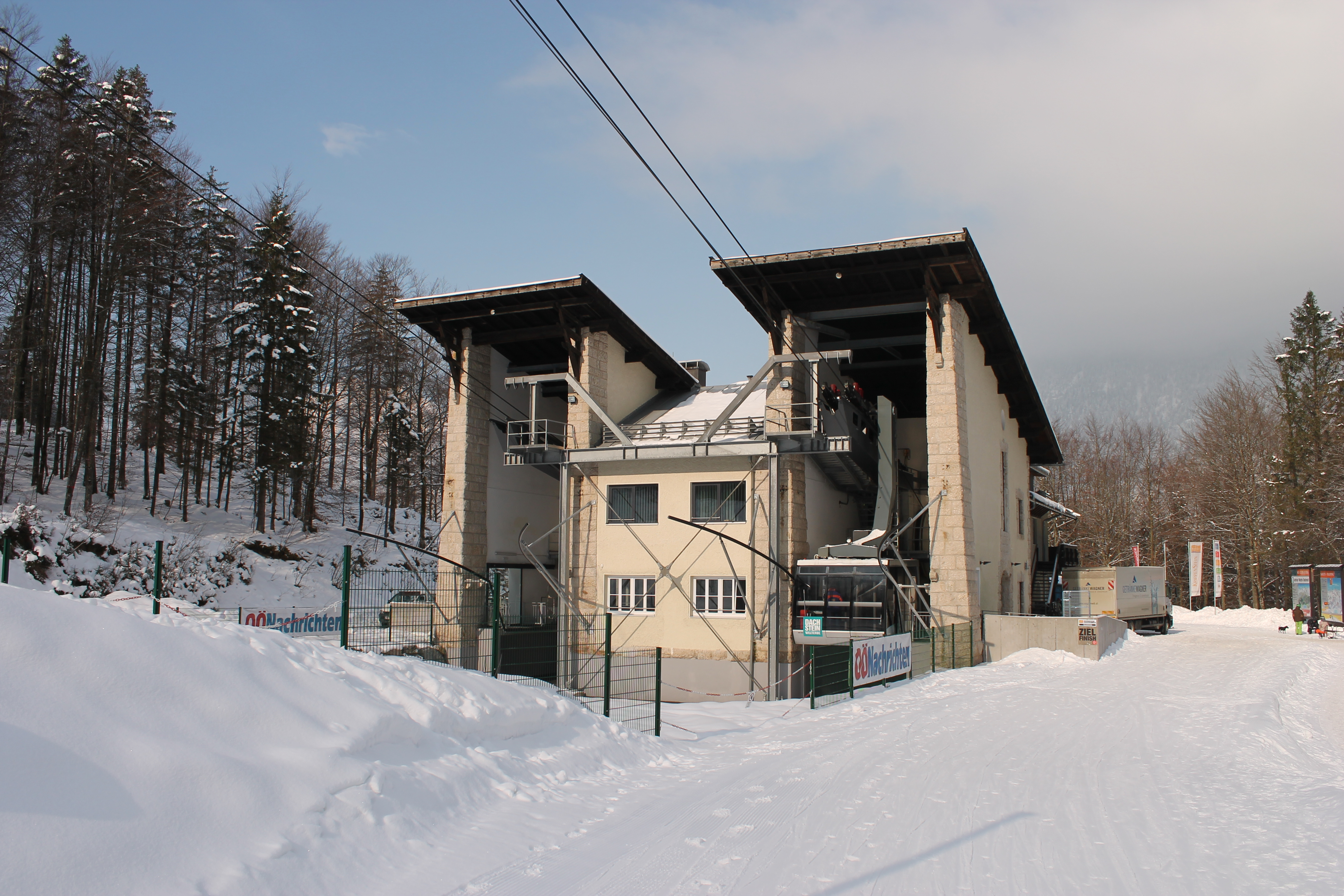
Dachsteinbahn Talstation

Perotti war Teil der Planungsgruppe Hochschule der Johannes Kepler Universität Linz, entwarf die ehemalige Brillenfabrik Wilhelm Anger in Traun, das Gästehaus der Voestalpine, die Talstation der Dachsteinseilbahn und das Ennskraftwerk in Weyer.
Perotti und sein Büro waren auch für die Planung der Biesenfeldsiedlung in Linz-Dornach-Auhof verantwortlich. 
Perotti hatte eine Tochter und einen Sohn. 1975 wurde ihm der Ehrenring der Stadt Linz verliehen.
Perotti war ab 1958 Mitglied der Freimaurerloge Zu den 7 Weisen und mit Genehmigung des Großmeisters der GLvÖ gleichzeitig auch Mitglied der Loge Fraternitas.